# 占天曆
《占天曆》，是中国古代曆法，北宋使用的第九部历法，屬於陰陽曆。
宋徽宗崇宁元年（1102年），姚舜辅修成《占天曆》。从崇宁三年（1104年）颁布施行，取代黄居卿修成的《觀天曆》。积年25501937，日法28080。曆家认为此法历成于私人家之手，不经考验，不可施行。姚舜辅重新编造新的曆法，崇宁五年（1106年）编成《紀元曆》。大观元年（1107年）颁布施行，《紀元曆》通行了二十一年。